# Verner Gaard
Verner Gaard (født 29. juli 1945 i Odense, død 9. december 2006) var en dansk håndboldspiller.
Verner Gaard spillede i ungdomsrækkerne i Odense KFUM i midten af 1960'erne, men flyttede til København i forbindelse med sit arbejde, hvorefter han kom til at spille for HG. Klubben fik sin storhedstid slutningen af årtiet med Gaard som en af de bærende spillere, og det blev til fem danske mesterskaber i perioden 1966-70.[kilde mangler]
Verner Gaard spillede på flere ungdomslandshold, og han kom til at spille 54 A-landskampe (110 mål) med højdepunktet under VM i 1967 i Sverige, hvor han var en del af det danske sølvhold.
Arbejdsmæssigt var Verner Gaard tolder. Han døde af cancer.